# Caecidotea intermedia
Caecidotea intermedia är en kräftdjursart som först beskrevs av Forbes 1876.  Caecidotea intermedia ingår i släktet Caecidotea och familjen sötvattensgråsuggor. Inga underarter finns listade i Catalogue of Life.